# Політ в країну чудовиськ
«Політ в країну чудовиськ» (рос. «Полёт в страну чудовищ») — білоруський радянський художній фільм-казка 1986 року режисера Володимира Бичкова за мотивами повісті Едуарда Скобелєва «Пригоди Кавунчика і Бебешки».

## Сюжет
Хлопчики та дівчатка, а також їх батьки готувалися до початку нового навчального року. Саме до цієї події городяни казкового міста приурочили запуск чергового ракетоплана. Але напередодні свята викрали кількох школярів і на ракетоплані доставили в зачароване королівство. Однак хлопці під керівництвом Кавунчика і Бебешки виявилися на рідкість кмітливими та сміливими...

## У ролях
- Максим Матусевич
- Андрій Соловей
- Олександр Фріш
- Володимир Кремена
- Станіслав Садальський
- Георгій Мілляр
- Володимир Орлов
- Борис Гітін
- Володимир Січкар
- Людмила Кормунін
- Вацлав Дворжецький
- Павло Плотніков
- Володя Кисіль
- Юля Поплавська

## Творча група
- Сценарій: Володимир Голованов
- Режисер-постановник: Володимир Бичков
- Оператор-постановник: Борис Оліфер
- Композитор: Сергій Кортес